# Ode to Joy
Ode to Joy (englisch für Ode an die Freude, chinesisch 欢乐颂, Pinyin huānlè sòng) ist eine Science-Fiction-Kurzgeschichte des chinesischen Schriftstellers Liu Cixin, zuerst veröffentlicht im August 2005. Die Kurzgeschichte erschien in der Sammlung Hold Up the Sky, herausgegeben von Head of Zeus/Ad Astra im Oktober 2020 und später ebenfalls von Subterranean Press (als To Hold Up the Sky) im Jahr 2021.

## Handlung
Während einer Konferenz sämtlicher Staatsoberhäupter der Welt wird die Auflösung der Vereinten Nationen beschlossen. Völlig unerwartet taucht am Tageshimmel plötzlich eine weitere Erde auf und kommt schließlich zum Stillstand. Tatsächlich ist es jedoch nur ein gewaltiger Spiegel, welcher von Astronauten kurz darauf untersucht wird. Seltsamerweise ist der Spiegel extrem dünn und kann einfach ohne Zerstörung des Materials passiert werden. Während die Astronauten sich darüber wundern, spricht der Spiegel zur ganzen Weltbevölkerung und führt dabei einen Dialog mit den versammelten Staatsoberhäuptern. Dabei erzählt der Spiegel, von einer alten außerirdischen Zivilisation erschaffen worden zu sein und durch das Universum zu reisen sowie mithilfe der Sonne oder anderen Sternen fähig zur Verstärkung von Musik zu sein. Kurz vor dem Abflug des Spiegels wünscht sich jemand die Neunte Sinfonie von Ludwig van Beethoven, dessen Text aus An die Freunde von Friedrich Schiller stammt. Nachdem der Spiegel die Erde verlassen hat, sind sich alle Staatsoberhäupter einig, dass die Vereinten Nationen doch weiterbestehen sollen. Während des Fluges durch das Weltall denkt der Spiegel derweil glücklich an die schöne Musik zurück.

## Kritik
Paul Di Filippo schreibt im Locus Magazine, dass die Kurzgeschichte sich anfühle wie eine von Greg Egan verfasste Neuauflage von Unheimliche Begegnung der dritten Art von Steven Spielberg („pass Spielberg’s Close Encounters of the Third Kind through a Greg Egan filter, and you might end up with Ode to Joy“). Dabei sei der resonierende Optimismus sehr erfrischend. („The resonant optimism is refreshing.“)
Rachel Cordasco schreibt in World Literature Today, dass Liu Cixin die Führungskräfte der Welt bedauerlicherweise alle mit viel Autorität über Physik sprechen lässt, wodurch die Kurzgeschichte hätte fesselnd sein können, aber stattdessen zur Farce werde („unfortunately, Liu has the world leaders in the story all speaking authoritatively about astronomy and physics, which renders farcical a piece that would have otherwise been compelling“).